# Tales of Ephidrina
Tales of Ephidrina – ambientowy album brytyjskiej grupy elektronicznej Amorphous Androgynous, znanej lepiej jako The Future Sound of London, wydany w 1993.

## Lista utworów
1. "Liquid Insects" – 7:21
2. "Swab" – 4:17
3. "Mountain Goat" – 4:38
4. "In Mind" – 5:38
5. "Ephidrena" – 8:17
6. "Auto Pimp" – 7:20
7. "Fat Cat" – 4:04
8. "Pod Room" – 5:27